# 民间情报教育局
民間情報教育局（英語：Civil Information and Education Section，直译：「公民信息与教育科」，简称CIE，羅馬化：Minkan Jōhō Kyōikukyoku，直译：「民間情報教育局」），是盟军最高司令官总司令部（GHQ/SCAP）幕僚部下属的一个部门，负责在第二次世界大战结束后盟軍佔領日本和朝鲜期间，实施盟军在当地的与教育、宗教和文化財產相关的措施。该机构存在于1945年9月至1952年4月。
该机构参与了对日本媒体和教育内容的控制和审查，监督报纸、广播、电影和书籍，以确保它们符合盟军民主化和非军事化的目标。其在日本战后教育改革中发挥了重要作用，调整课程结构以强调民主价值观和批判性思维。其更广泛地通过各种运动来促进文化规范的变革，例如培养个人主义、性别平等和民主。
此举通过培养自由民主的社会，被认为对日本社会产生了持久的影响。

## 历史
CIE最初于1945年9月22日根据第193号总命令在美太平洋司令部横滨总司令部成立。该组织最初是由另外两个组织组成的独立参谋小组：公共事务司教育处和信息传播科，两者只成立了几个月。
同年10月2日，该组织被并入总司令部，并迁至日比谷公园的东京广播大厦。
在占领行政期间经过几次重组后，作为组织的CIE于1952年4月28日占领结束时解散。

## 组织
第一任局长是准将凯米特·R·戴克，曾任美国国家广播公司副总裁。1946年5月，中校唐纳德·R·纽金特成为第二任局长。

### 组织结构
CIE由以下四个班组和七个委员会组成
- 初等班（英語：Primary Group）

- 中等班（英語：Secondary Group）

- 高等班（英語：Higher Secondary Group）

- 特殊教育班（英語：Special Education Group）

- 协同委员会（英語：Cooperation Committee）

- 教师培训委员会（英語：Teacher training committee）

- 高等调查委员会（英語：Higher School Investigation Committee）

- 教科书及教育资料许可委员会（英語：Textbooks and educational materials licensing committee）

- 调查信息委员会（英語：Research and Information Committee）

- 审查委员会（英語：Review Committee）

- 联络委员会（英語：Liaison Committee）

### 成员
曾任职的CIE成员：
- 唐·布朗——信息科科长
- 大卫·孔戴（英语：David_Conde）——电影组第一任组长
- 约翰·佩尔泽尔——民意和社会调查科科长
- 瓦尔特·克罗斯比·伊尔斯——顾问
- 罗伯特·B·唐斯——特别顾问
- 弗兰克·正三·马场（英语：Frank_Shozo_Baba）——广播科
- 温菲尔德·尼布罗（英语：Winfield Niblo）——教官
- 威廉·肯尼斯·邦斯——宗教资源科科长
- 威廉·伍达德（英语：William_Woodard）——宗教文化资源科
- 露露·霍姆斯——宗教文化资源科科长
- 马克·奥尔——教育科科长
- 佐藤善夫（日语：アーネスト・サトウ_(写真家)）——摄影师
- 赤羽末吉——摄影师
- 淺井惠倫——顾问
- 斋藤襄治——顾问
- 铃木荣太郎——顾问
- 竹内利美——舆论及社会调查部顾问
- 关敬吾（英语：Keigo Seki）——顾问
- 岸本英夫——宗教行政顾问
- 中村妙子

## 活动
CIE在被占之日本进行了非常广泛的教育和文化改革，包括：普通教育（初等、中等和高等教育、社会教育）、教育人员资格审查、各种媒体（报纸、杂志、广播）、艺术（电影、戏剧）、宗教（神道、佛教、基督教、新兴宗教）、民意调查和文化财产保护。与同样战败的德国和意大利相比，对日本的控制更为严格。

### 新闻媒体
CIE在新闻媒体中的最初作用是促进独立新闻界，作为其支持民主化的一部分。:171CIE于1949年介入推动记者俱乐部制度改革。:177

### 电影审查
在占领期间，已完成的电影必须提交给两个机构审查：CIE负责民事审查，民间检阅支队（CCD）负责军事审查。可能导致审查的主题包括军国主义、反民主、民族主义，以及敏感话题，例如结束战争的原子弹爆炸。:29–30

### 教育改革
CIE通过教育改革委员会和其他委员会参与制定了教育基本法，设立了国立国会图书馆，推广公共图书馆和学校图书馆，并在日本各地设立了23个信息中心（CIE图书馆）。